# Crocodylus palaeindicus
Crocodylus palaeindicus — вимерлий вид крокодилів з південної Азії. C. palaeindicus жив з міоцену до пліоцену. Він може бути предком нині живого крокодила Магера.

## Історія
C. palaeindicus вперше був названий шотландським палеонтологом Г’ю Фальконером у 1859 році. Фальконер знайшов скам'янілості цього виду на пагорбах Сівалік в Індії разом із останками багатьох інших тварин, таких як черепахи, страуси, верблюди, шаблезубі коти, мастодонти. Пізніше Річард Лідеккер назвав іншого крокодила з пагорбів Сівалік, якого назвав C. sivalensis. Хоча два крокодили дуже схожі, C. sivalensis відрізнявся від C. palaeindicus, оскільки край його черепа був менш опуклим. Нещодавно C. sivalensis став синонімом C. palaeindicus, оскільки незначні відмінності у формі, як вважають, є результатом природних варіацій або скам’янілостей. У наступні роки скам'янілості також були знайдені в Пакистані та М'янмі.